# Le Correcteur (nouvelle)
Le Correcteur (titre original : Galley Slave) est une nouvelle de science-fiction d'Isaac Asimov.

## Parutions
La nouvelle est publiée pour la première fois en décembre 1957 dans Galaxy Science Fiction.

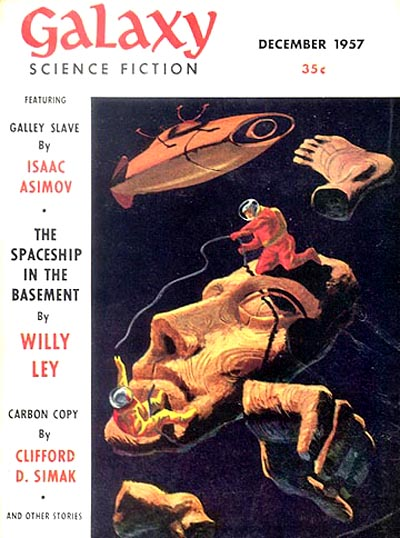
Couverture de Galaxy Science Fiction (décembre 1957).

Elle est publiée pour la première fois en France dans la revue Galaxie no 62 et disponible dans le recueil Un défilé de robots et Nous les robots.

## Résumé
Le robot correcteur EZ-27, appelé « Easy » donne toute satisfaction. Prêté au département de sociologie de l'Université du Nord-Est, il sert de démonstrateur à l'US Robots, afin de démontrer que lui et ses congénères sont utiles, inoffensifs et ne volent pas le travail des humains - puisque, de toute façon, ces derniers trouvent la relecture ennuyeuse et harassante. Même le professeur Simon Ninheimer, initialement réfractaire, finit par s'en servir.
Or, un jour, survient l'impensable : le dernier livre de Ninheimer, corrigé par Easy dans le sens de la première loi de la robotique, est devenu une offense à la communauté scientifique ! Interrogé, Easy déclare qu'il a en effet modifié des passages pour ne léser personne - mais ce faisant, il a effectivement insulté le travail de nombre de spécialistes.
En procès avec Ninheimer et l'université, Susan Calvin et l'US Robots finissent par découvrir que Easy a en fait obéi à Ninheimer qui veut discréditer les robots. Mais ils n'en ont pas de preuve. Calvin suggère alors à Easy de parler... pour s'auto-accuser et protéger Ninheimer, un être humain qui pourrait sinon souffrir dans sa carrière !
Ninheimer panique lorsque Easy commence à parler, croit que ce dernier va tout révéler, et lui rappelle l'ordre de se taire qu'il lui avait donné. Cet aveu involontaire anéantit son accusation et Susan Calvin, en cherchant à comprendre les motivations de Ninheimer, découvre qu'il a délibérément agi ainsi, quitte à ruiner sa réputation, pour épargner aux futurs auteurs d'être dépossédés du plaisir de l'écriture et des multiples occasions de cet accomplissement lors des multiples contacts entre un auteur et son œuvre. C'est cela dont les priverait un robot correcteur. Susan Calvin ne peut alors s'empêcher de ressentir de la sympathie envers cet homme. Peut-être pourra-t-elle se targuer d'avoir, pour une fois, aussi bien compris un humain qu'un robot.